# El traïdor
El traïdor (originalment en italià, Il traditore) és una pel·lícula dramàtica policíaca biogràfica coproduïda internacionalment l'any 2019, coescrita i dirigida per Marco Bellocchio, sobre la vida de Tommaso Buscetta, el primer cap de la màfia siciliana que alguns van tractar com a pentito. Pierfrancesco Favino interpreta a Buscetta, al costat de Maria Fernanda Cândido, Fabrizio Ferracane, Fausto Russo Alesi i Luigi Lo Cascio. S'ha doblat al valencià per a À Punt, que va emetre-la el 23 de setembre de 2022.
El traïdor es va estrenar en competició al Festival de Canes del 2019 i es va estrenar a les sales de cinema el 23 de maig del mateix any a càrrec de 01 Distribution. Va rebre crítiques positives i va recaptar 8,7 milions de dòlars a tot el món a la taquilla.

## Premis i reconeixements
Va ser seleccionada per competir per la Palma d'Or al Festival de Canes de 2019. També va ser escollida com a entrada italiana a la millor pel·lícula de parla no anglesa a la 92a edició dels Premis Oscar. La pel·lícula va rebre quatre nominacions als 32ns Premis del Cinema Europeu, incloent-hi a millor pel·lícula, millor direcció, millor guió i millor actor. També va guanyar set premis (d'onze nominacions) al Nastro d'Argento: millor pel·lícula, millor direcció, millor guió, millor muntatge, millor banda sonora, millor actor (Pierfrancesco Favino) i millor actor secundari (Luigi Lo Cascio i Fabrizio Ferracane).